# Esplantas
Esplantas è un comune francese soppresso e frazione del dipartimento dell'Alta Loira della regione dell'Alvernia-Rodano-Alpi. Dal 1º gennaio 2016 si è fuso con il comune di Vazeilles-près-Saugues per formare il nuovo comune di Esplantas-Vazeilles.

## Società

### Evoluzione demografica
Abitanti censiti